# Ievguenia Choutko
Ievguenia Choutko (en russe : Евгения Шутко) est une ancienne joueuse de volley-ball russe née le 15 février 1991. Elle mesure 1,80 m et jouait au poste de passeuse. 

## Clubs
| Club                  | De        | À         |
| --------------------- | --------- | --------- |
| Toulitsa Toula        | 2006-2007 | 2008-2009 |
| Sparta Nijni Novgorod | 2009-2010 | 2014-2015 |